# Aquilegia barbaricina
Aquilegia barbaricina (Arrigoni & Nardi, 1977), comunemente nota come aquilegia di Sardegna, è una specie di pianta erbacea perenne appartenente alla famiglia delle Ranunculaceae, endemica della Sardegna.

È considerata un neoendemismo, ovvero una specie evolutasi in tempi relativamente recenti a causa dell'isolamento geografico, strettamente imparentata con la più comune Aquilegia vulgaris.

## Etimologia
L'origine del nome del genere (aquilegia) non è chiaro. Potrebbe derivare da Aquilegium (cisterna) o Acquam legere (raccoglitore d'acqua) per la forma particolare che ha la foglia nel raccogliere l'acqua piovana; come anche da aquilina (piccola aquila) a somiglianza dei rostri dell'aquila.

Resta comunque il fatto che il primo ad usare tale nome sia stato il Tragus (altro botanico del 1600), e quindi il Tournefort (Joseph Pitton de Tournefort 1656 - 1708, botanico francese) e definitivamente Linneo che nel 1735 sistemò il genere nella sua Polyandria pentagyna.
L'epiteto specifico barbaricina si rifà invece alla Barbagia, regione storica sarda nella quale questa pianta è diffusa.

## Descrizione

### Portamento
Il fusto ed i rametti sui quali si sviluppano le inflorescenze sono eretti e possono raggiungere una lunghezza variabile tra i 30 ed i 50 centimetri.

### Foglie
Le foglie sono organizzate in rosette basali, bipartite o tripartite, dalla forma cuoriforme o rombiforme e con i margini variamente lobati.

### Fiori
I fiori sono costituiti da due ordini, interno ed esterno, di 5 tepali tra i quali quelli interni assumono la forma di un cappuccio rovesciato entro il quale si trova il nettare. Il colore dei petali esterni è bianco, con le parti apicali verdastre e con sfumature lillà.

### Radici
L'apparato radicale è costituito da un rizoma piuttosto grosso dal diametro variabile tra gli 8 ed i 15 millimetri sul quale si innestano le foglie basali.

## Distribuzione e habitat
È una pianta endemica della Sardegna.
Un censimento risalente al 1992 ne segnalava alcune stazioni nelle montagne della Sardegna centrale, sul Monte Spada, nell'area del Gennargentu, ed in altre due località nei pressi di Orgosolo. Allo stato attuale sopravvive solo sul Monte Spada. Il suo habitat naturale è rappresentato dalla macchia mediterranea e dalla vegetazione arbustiva delle zone umide ad altitudini comprese tra i 1.300 ed i 1.400 metri.

## Conservazione
A causa della perdita dell'habitat e della raccolta indiscriminata Aquilegia barbaricina è classificata dalla IUCN Red List come specie in pericolo critico di estinzione.
La specie è stata inserita dalla IUCN nella lista delle 50 specie botaniche più minacciate dell'area mediterranea. Allo stato attuale non esistono misure di tutela di questa specie, nonostante un progetto in tal senso del consiglio regionale sardo del 2006.